# Daniel Kinsey
Daniel Chapin Kinsey (* 22. Januar 1902 in St. Louis, Missouri; † 27. Juni 1970 in Richmond, Indiana) war ein US-amerikanischer Leichtathlet. Bei einer Körpergröße von 1,83 m hatte er ein Wettkampfgewicht von 72 kg.   
Bei den Olympischen Spielen 1924 gewann Daniel Kinsey den 110-Meter-Hürdenlauf in 15,0 s zeitgleich vor dem Südafrikaner Sidney Atkinson. Sein einziger Sieg außerhalb der Olympischen Spiele war der Sieg bei den Amerikanischen Hochschulmeisterschaften (IC4A) im Jahr 1924.
Nach seinem Abschluss als Ph.D. war Kinsey bis 1959 als Lehrer am  Oberlin College tätig, bevor er als Leiter des Fachbereichs Leibeserziehung ans Earlham College in Richmond wechselte. In den 1960er Jahren war er auch kurz am Delta College in Bay City, Michigan, tätig.